# Joy-Con
Les Joy-Con sont les principaux contrôleurs de la console de jeu vidéo Nintendo Switch. Ils sont constitués de deux unités, chacune contenant un stick analogique et un tableau de touches. Ils peuvent être utilisés attachés à la console ou détachés et utilisés sans fil.

## Conception

Joy-con

Les Joy-Con sont vendus par paires ou séparément, désignés comme Joy-Con L et la Joy-Con R respectivement. Ils mesurent chacun 10,2 cm x 3,6 cm x 2,8 cm et pèsent respectivement 49 et 52 g.
Les Joy-Con peuvent être fixés sur les côtés de la console, détachés et utilisés sans fil, soit comme une paire (comparable à une manette WiiMote et Nunchuck)ou divisés entre deux joueurs différents. Jusqu'à 8 Joy-Con peuvent se connecter à une Nintendo Switch,. Les Joy-Con peuvent éventuellement être fixé à un Joy-Con Grip, pour une approche plus traditionnelle de la forme de la manette.
Lorsqu'ils sont détachés de la console, les Joy-Con fonctionnent de manière autonome les uns des autres, et communiquent avec la console via Bluetooth. Ils peuvent être rattachés ensemble lorsqu'ils sont indépendants de la console,.
Les Joy-Con contiennent des batteries non-amovible de 525 mAh, ils sont à la charge lorsqu'ils sont connectés à la Switch. Un accessoire permet aux Joy-Con d'être utilisés comme une manette classique via USB-C,. Le 16 juin 2017, Nintendo a commercialisé un accessoire permettant de prolonger la durée de vie d'un Joy-Con avec des piles.

## Caractéristiques
Les deux Joy-Con possèdent un stick analogique, quatre touches devant et deux derrière, un bouton de synchronisation et un indicateur lumineux. Le Joy-Con L comprend les touches directionnelles ainsi qu'une touche pour faire des captures d'écrans. Le Joy-Con R comprend les touches d'actions ainsi que celle du menu principal.
Chaque Joy-Con contient un accéléromètre et un gyroscope, qui peut être utilisé pour un suivi de mouvement. Les Joy-Con fonctionnent avec des commandes de pointage similaire à la télécommande Wii. Le Joy-Con R comprend une caméra infrarouge qui permet reconnaissance d'objets et de mouvements. Nintendo a déclaré que le capteur peut distinguer les formes de la main dans le jeu pierre–papier–ciseaux. Le Joy-Con R contient également un lecteur de communication en champ proche pour une utilisation avec les Amiibo.
Les Joy-Con contiennent un moteur à dispositif haptique appelé HD Rumble, développé en partenariat avec Immersion Corporation. Nintendo a déclaré que le système pourrait générer la sensation des glaçons et de l'eau dans un verre,.

### Couleurs
Au lancement, les Joy-Con étaient disponibles en deux couleurs : gris et bleu-rouge. Une édition jaune des Joy-Con a alors été commercialisée avec le jeu Arms et une paire verte fluo et rose fluo est disponible avec Splatoon 2. Une paire rouge est disponible avec le jeu Super Mario Odyssey.
Depuis le lancement de la console, quatorze couleurs de Joy-Con ont été proposées à la vente. Ce nombre monte à trente-sept si les éditions limitées de Joy-Con sont prises en compte. Ainsi, le joueur a la possibilité de réaliser jusqu'à 900 combinaisons de couleurs de Joy-Con différentes.
| Nom           | Couleur | Joy-Con | Joy-Con |
| Nom           | Couleur | G       | D       |
| ------------- | ------- | ------- | ------- |
| Gris          |         | oui     | oui     |
| Bleu néon     |         | oui     | oui     |
| Rouge néon    |         | oui     | oui     |
| Jaune néon    |         | oui     | oui     |
| Vert néon     |         | oui     | oui     |
| Rose néon     |         | oui     | oui     |
| Violet néon   |         | oui     | oui     |
| Orange néon   |         | oui     | oui     |
| Bleu          |         | oui     | oui     |
| Blanc         |         | oui     | oui     |
| Rose pastel   |         | oui     | oui     |
| Jaune pastel  |         | oui     | oui     |
| Violet pastel |         | oui     | oui     |
| Vert pastel   |         | oui     | oui     |

| Nom                                               | Couleur | Couleur                  | Joy-Con | Joy-Con |
| Nom                                               | Couleur | Couleur                  | G       | D       |
| ------------------------------------------------- | ------- | ------------------------ | ------- | ------- |
| Super Mario Odyssey                               |         | Rouge                    | oui     | oui     |
| Super Mario Edition Rouge & Bleu                  |         | Rouge                    | oui     | oui     |
| Nintendo Labo                                     |         | Brun carton              | oui     | oui     |
| Pokémon Let's Go! Pikachu Pokémon Let's Go! Évoli |         | Ocre                     | oui     | Non     |
| Pokémon Let's Go! Pikachu Pokémon Let's Go! Évoli |         | Jaune clair              | Non     | oui     |
| Super Smash Bros. Ultimate                        |         | Gris avec motif          | oui     | oui     |
| Monster Hunter Rise                               |         | Gris avec motif          | oui     | oui     |
| Thunderbolt Project                               |         | Gris avec motif          | oui     | oui     |
| Disney Tsum Tsum                                  |         | Violet néon avec motif   | oui     | Non     |
| Disney Tsum Tsum                                  |         | Rose néon avec motif     | Non     | oui     |
| Dragon Quest XI S                                 |         | Bleu outremer avec motif | oui     | oui     |
| Animal Crossing: New Horizons                     |         | Aigue-marine             | oui     | Non     |
| Animal Crossing: New Horizons                     |         | Bleu ciel                | Non     | oui     |
| Fortnite                                          |         | Jaune                    | oui     | Non     |
| Fortnite                                          |         | Bleu avec motif          | Non     | oui     |
| Fortnite Pack Force Féroce                        |         | Jaune avec motif         | Non     | oui     |
| Fortnite Pack Force Féroce                        |         | Bleu                     | oui     | Non     |
| The Legend of Zelda: Skyward Sword HD             |         | Bleu marine avec motif   | oui     | Non     |
| The Legend of Zelda: Skyward Sword HD             |         | Bleu-violet avec motif   | Non     | oui     |
| Splatoon 3                                        |         | Dégradé bleu/violet      | oui     | Non     |
| Splatoon 3                                        |         | Dégradé jaune/vert néon  | Non     | oui     |
| Pokémon Ecarlate Pokémon Violet                   |         | Ecarlate                 | oui     | Non     |
| Pokémon Ecarlate Pokémon Violet                   |         | Violet                   | Non     | oui     |
| The Legend of Zelda: Tears of the Kingdom         |         | Doré                     | oui     | oui     |

Toutes les couleurs ou variantes gauche/droite ne sont pas disponibles dans toutes les régions.

## Développement tiers
Il a été découvert peu de temps après la sortie que les Joy-Con peuvent se connecter et être utilisés avec d'autres appareils Bluetooth. Ils sont compatibles avec la Nintendo Switch 2

## Réception

### Questions techniques
Avant le lancement public de la Nintendo Switch, divers sites de jeux vidéo ont signalé que les Joy-Con se connectaient mal avec la distance. Initialement, il était impossible de savoir si ces problèmes étaient le résultat d'interférences ou causé par le pré-lancement du logiciel. Un porte-parole de Nintendo a déclaré à Polygon que la société allait « continuer à surveiller les performances de la Nintendo Switch et y apporter des améliorations si nécessaire ». La société a publié des didacticiels sur son site de support pour minimiser les interférences du signal Bluetooth. Le 22 mars 2017, Nintendo a confirmé que les problèmes d'interférence ont été causés par une « fabrication différente » dans un petit nombre de Joy-Con au début de la production, et que la société assureraient la réparation gratuite des manettes.
Au lancement, il a été signalé que la dragonne des Joy-Con était difficile à détacher des manettes. Il a également été signalé qu'un bracelet pourrait facilement s'accrocher aux Joy-Con.
Un problème de stick directionnel s'activant tout seul a également été rencontré par de nombreux joueurs, principalement sur le Joy-Con gauche. Ce problème, connu sur le net sous le nom de "Joy-Con Drift" ou "dérive", semble survenir, entre autres causes, quand des poussières arrivent à se glisser en dessous du cache en caoutchouc qui entoure le stick. À la suite d'une plainte collective déposée le 21 juillet 2019 aux États-Unis, Nintendo a reconnu le problème.

### Poursuite
Le 9 août 2017, Gamevice (en) intente une action en justice en Californie contre Nintendo, alléguant que les Joy-Con enfreignaient les brevets déposés pour son Wikipad 7. Lors du procès, des dommages et une interdiction de nouvelles ventes de la Switch sont réclamés. Cependant, la cour rejette l’accusation en 2017. Au milieu de l'année 2018, Gamevice relance de nouvelles procédures contre Nintendo.